# سراغة مميزة
السراغة المميزة (باللاتينية: Crepis insignis) نوع نباتي يتبع جنس السراغة من الفصيلة النجمية.

## الموئل والانتشار
موطنها بلاد الشام.